# Phyllophaga insulana
Phyllophaga insulana är en skalbaggsart som beskrevs av Moser 1918. Phyllophaga insulana ingår i släktet Phyllophaga och familjen Melolonthidae. Inga underarter finns listade i Catalogue of Life.